# ويليام إم. غودريش
ويليام إم. غودريش (بالإنجليزية: William M. Goodrich) هو صانع آلات أرغن أمريكي، ولد في 21 يوليو 1777، وتوفي في 15 سبتمبر 1833.